# Augochloropsis aglaia
Augochloropsis aglaia là một loài Hymenoptera trong họ Halictidae. Loài này được Holmberg mô tả khoa học năm 1903.